# エリート (テレビ)
エリート（ELITE）は、米国パイオニアの商品名である。
プラズマディスプレイ、DVDプレイヤー、Blu-ray Discプレイヤー、AVアンプ、CDプレイヤー、カセットプレイヤーに使われている。

## 参考サイト
- 米パイオニア公式サイト